# Ferdinand Neumaier (Komponist)
Ferdinand Neumaier (* 8. September 1890 in Kirchberg, heute Kirchberg im Wald; † 24. März 1969 in Landshut) war ein deutscher Komponist und Liedtexter.

## Biografie
Am 8. September 1890 in Kirchberg, heute Kirchberg im Wald wurde Ferdinand Neumaier geboren.
Der Sohn eines Schmiedemeisters besuchte das Lehrerseminar in Straubing. Seine berufliche Laufbahn begann er als Hilfslehrer in Neuschönau, spätere Stationen waren Regenhütte, Zwiesel, Abensberg und ab 1913 Landshut, wo er zuletzt bis 1956 Rektor der Knabenschule St. Martin war.
Er begann frühzeitig mit dem Sammeln und Aufschreiben von Volksliedern. Besonders das Liedgut aus dem Bayerischen Wald, aber auch aus dem sonstigen Altbayern, sammelte er und stellte es in Liederbüchern zusammen. Oft fand er nur Bruchstücke von Melodien und Texten, die er mit eigenen Weisen und Worten ergänzte.
Er komponierte etwa 90 Lieder, zu denen er häufig auch den Text schrieb. Am bekanntesten wurde das 1938 entstandene Mir san vom Woid dahoam. Seine Waidlermesse mit dem Text von Eugen Hubrich kam am 14. September 1952 in Landshut zur Uraufführung. Zu seinem Bekanntenkreis gehörten Paul Friedl, Annette Thoma, Max Peinkofer, Kiem Pauli und Max Matheis, von dem er unter anderem das Gedicht Und iatz is halt Winter worn vertonte.
1966 wurde ihm das Bundesverdienstkreuz am Bande verliehen, weitere Ehrungen waren der Gotteszeller Volkspreis, die Bürgermedaille der Stadt Landshut und der Zwieseler Fink in Gold. Neumaier war Ehrenbürger der Gemeinde Kirchberg und Ehrenmitglied des Bayerischen Wald-Vereins. Anlässlich seines 95. Geburtstages wurde am 8. September 1985 an seinem Geburtshaus in Kirchberg eine Gedenktafel in Bronze enthüllt. Am  24. März 1969 starb Ferdinand Neumaier im Alter von 78 Jahren in Landshut.